# Запорожский академический областной украинский музыкально-драматический театр имени В. Г. Магара
Музыкально-драматический театр им. В. Г. Магара (укр. Запорізький академічний обласний український музично-драматичний театр ім. В.Г. Магара) — академический областной украинский музыкально-драматический театр, расположенный в Запорожье.
В репертуаре театра — украинская классическая, мировая и современная драматургия, оперетты и мюзиклы, спектакли героико-романтической направленности, комедии, музыкально-пластические спектакли и сказки для детей. В театре работают театр-салон и малая сцена. При театре создан Международный центр театра «Данаприс» (с 2001) и театр под открытым небом, представления которого проходят в историко-культурном комплексе «Запорожская Сечь» Национального заповедника «Хортица».

## История театра
Театр был создан 5 марта 1929 г. по инициативе культотдела Киевского областного совета профсоюзов и назывался Театр малых форм (ТЕМАФ). 1930—1931 гг. театр провёл на гастролях в Донбассе, после которых коллектив получил название Киевского областного передвижного театра им. КОСПС (Киевского областного совета профсоюзов). С 1932 года театр базируется в Житомире. Через год театр им. КОСПС объединился с Первым Житомирским украинским театром, а ещё через год появилась его новая ветвь — театр кукол. В труппу театра вошли В. Г. Магар, А. И. Морозова, Н. С. Бережная, В. П. Бережной, Л. К. Броневская и др.
В течение первых лет существования театр возглавляли Ефим Лишанский, Николай Хороманский, Фёдор Гамалий. Определяющий вклад в развитие театра был осуществлён Владимиром Герасимовичем Магаром — руководителем театра с 1936 по 1965 год. Благодаря Магару в 1937 году театру было присвоено имя красного командира Николая Щорса, что определило героико-романтическое направление театра, а также стало своеобразным пропуском и «щитом». В связи с образованием 22 сентября 1937 года Житомирской области, театр, просуществовавший девять лет как передвижной, закрепился стационарно в Житомире.
Первые месяцы войны театр провёл в Ворошиловграде, выступал в помещении местного театра и выезжал на фронт. Две бригады актёров театра им. Н. Щорса во время войны давали спектакли на Кавказе, за Каспием, выступали перед бойцами 3-го и 4-го Украинских фронтов. В репертуаре — современные пьесы и украинская классика («Наталка-Полтавка», «Запорожец за Дунаем», «Цыганка Аза», «Майская ночь»). В мае 1944 г., согласно правительственному постановлению, коллектив театра им. Н. Щорса начал стационарную работу в Запорожье приехав из Махачкалы. В составе коллектива: художественный руководитель и директор театра Владимир Магар, заслуженные артисты республики В. Борозна-Вознюк, В. Дуклер, Т. Морозова, артисты В. Авраменко, Т. Александрова, В. Бережной, М. Янгель и другие. Часть коллектива — вторая бригада — работала на фронте до 1945 г.
С июня 1945 года по апрель 1947-го труппа Запорожского театра работала в Ужгороде, способствуя созданию Закарпатского областного украинского музыкально-драматического театра. Тем временем, коллектив, до войны базировавшийся в Запорожье (театр им. М. Заньковецкой), закрепился стационарно во Львове. Здание этого театра перешло щорсовцам. Во время войны помещение было почти полностью разрушено и требовало серьёзной реконструкции. В ходе ремонтно-строительных работ в 1947—1953 при участии С. Д. Фридлина помещение расширили и усовершенствовали. Новую сцену 30 января 1953 г. открыл спектакль «Гибель эскадры» А. Корнейчука в постановке В. Г. Магара.
В ноябре 1960 года с большим успехом состоялся показ спектакля «Щорс» Ю. Дольд-Михайлика на Декаде украинской литературы и искусства в Москве. Многим артистам были присвоены почётные звания и вручены награды. Владимир Герасимович Магар получил звание народного артиста СССР. В 1979 году театр был награждён орденом Трудового Красного Знамени. В 1961—1963 гг. в театре работал актёр Алексей Петренко.
- В 1965 г. ушел из жизни главный режиссёр театра, народный артист СССР В. Г. Магар. Закончилась целая эпоха в истории театра им. Н. Щорса.
- 1966—1970 гг. — театр возглавлял народный артист УССР Сергей Константинович Смеян.
- В 1970 г. спектакль «Ярослав Мудрый» И. Кочерги в постановке С. Смеяна стал лауреатом Государственной премии им. Т. Шевченко.
- 1970—1974 гг. — театр возглавлял народный артист УССР Николай Петрович Равицкий.
- 1974—1984 гг. — театр возглавлял народный артист СССР Владимир Григорьевич Грипич.
- 1985—2001 гг. — театр возглавлял народный артист УССР (Украины) Александр Петрович Король.

В 2004 г. по инициативе коллектива Запорожскому областному украинскому музыкально-драматическому театру было присвоено имя В. Г. Магара. В этом же году театр получил звание академического.
В 2008 г. героическая сага «Тарас Бульба» по Н. Гоголю (режиссёр-постановщик — заслуженный деятель искусств Украины Евгений Головатюк) стала номинантом Национальной премии Украины им. Т. Шевченко.

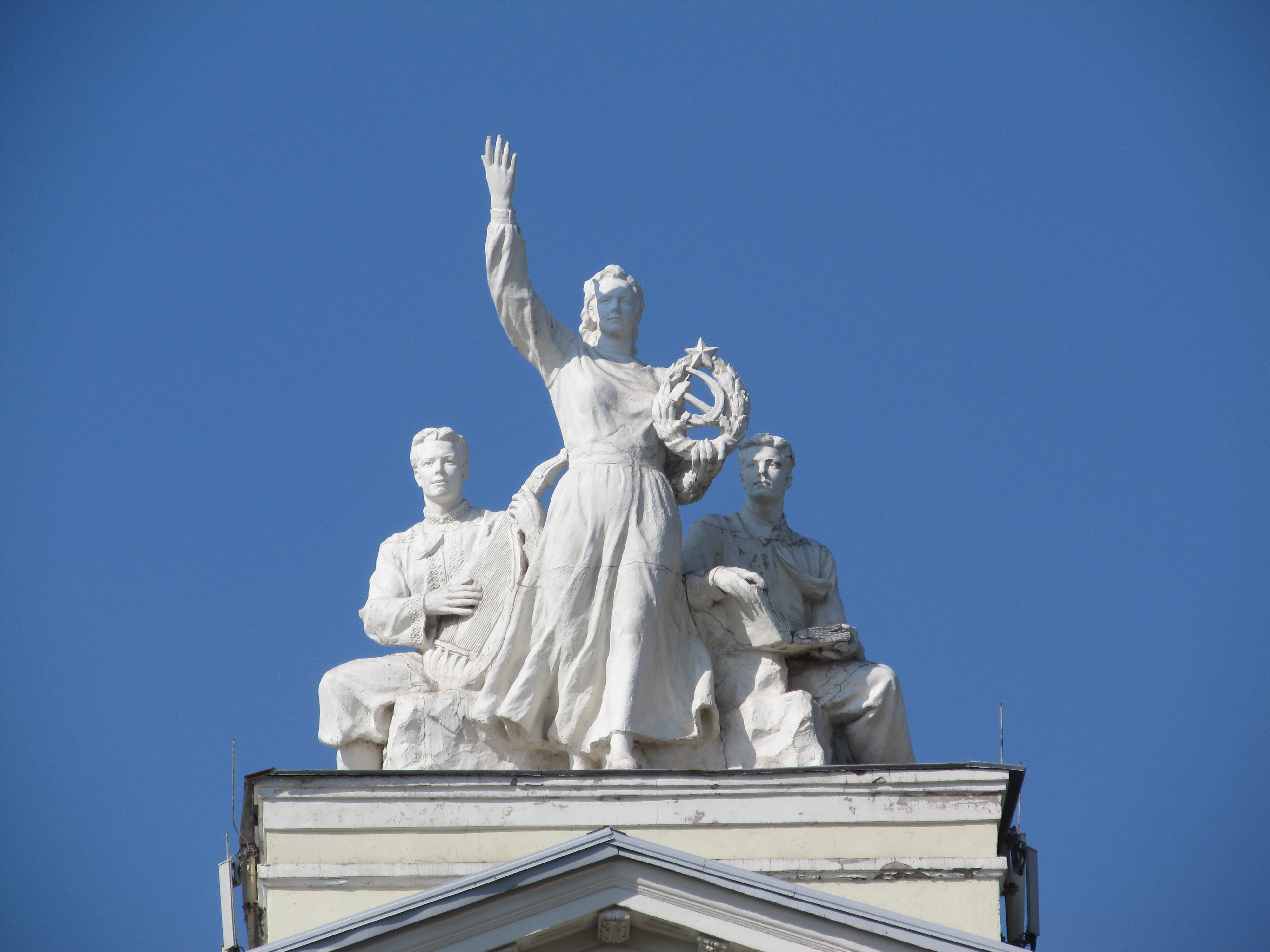
Скульптурная группа. Советские символы были заменены трезубцем в 2017 году
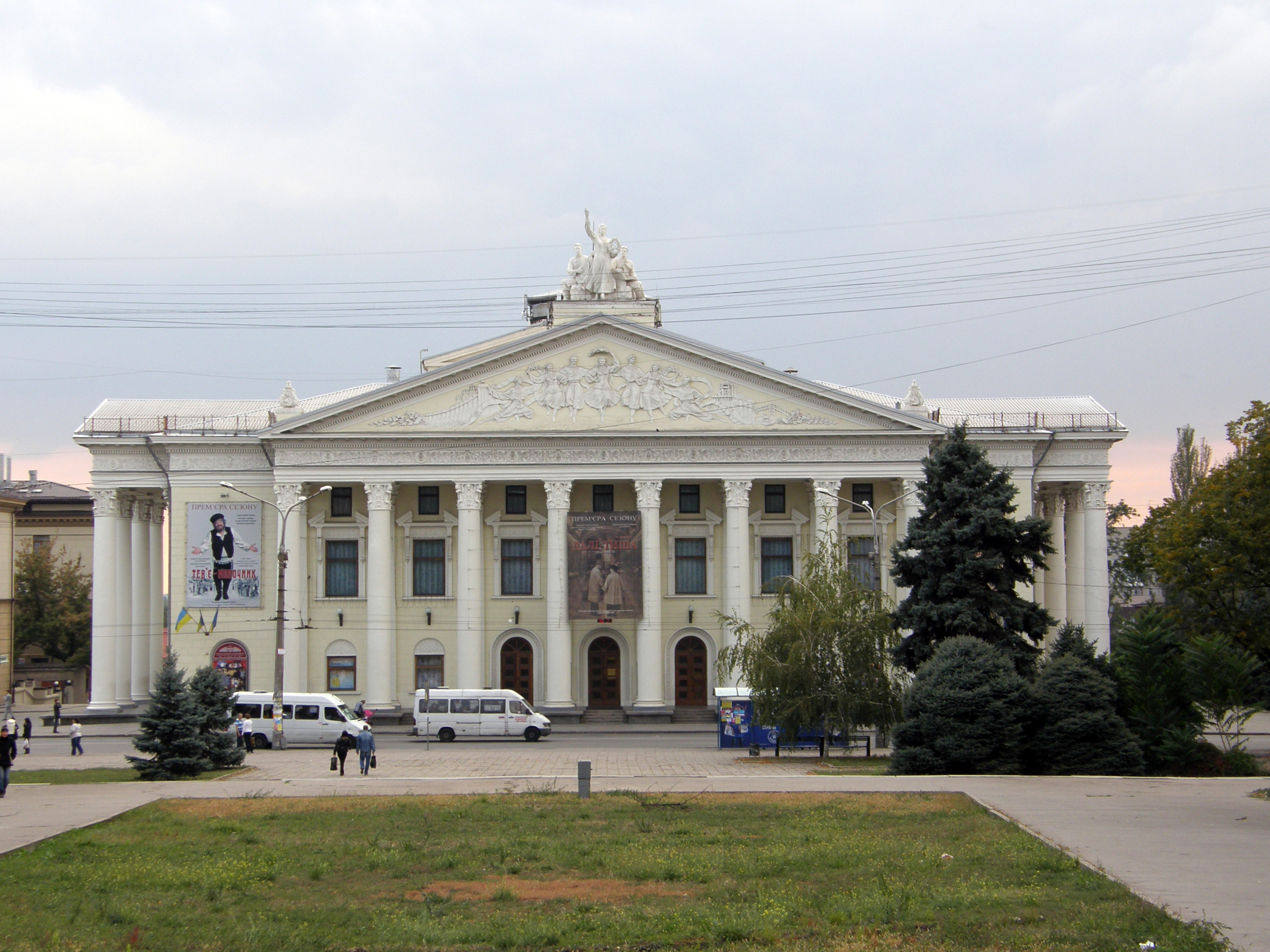
Главный фасад
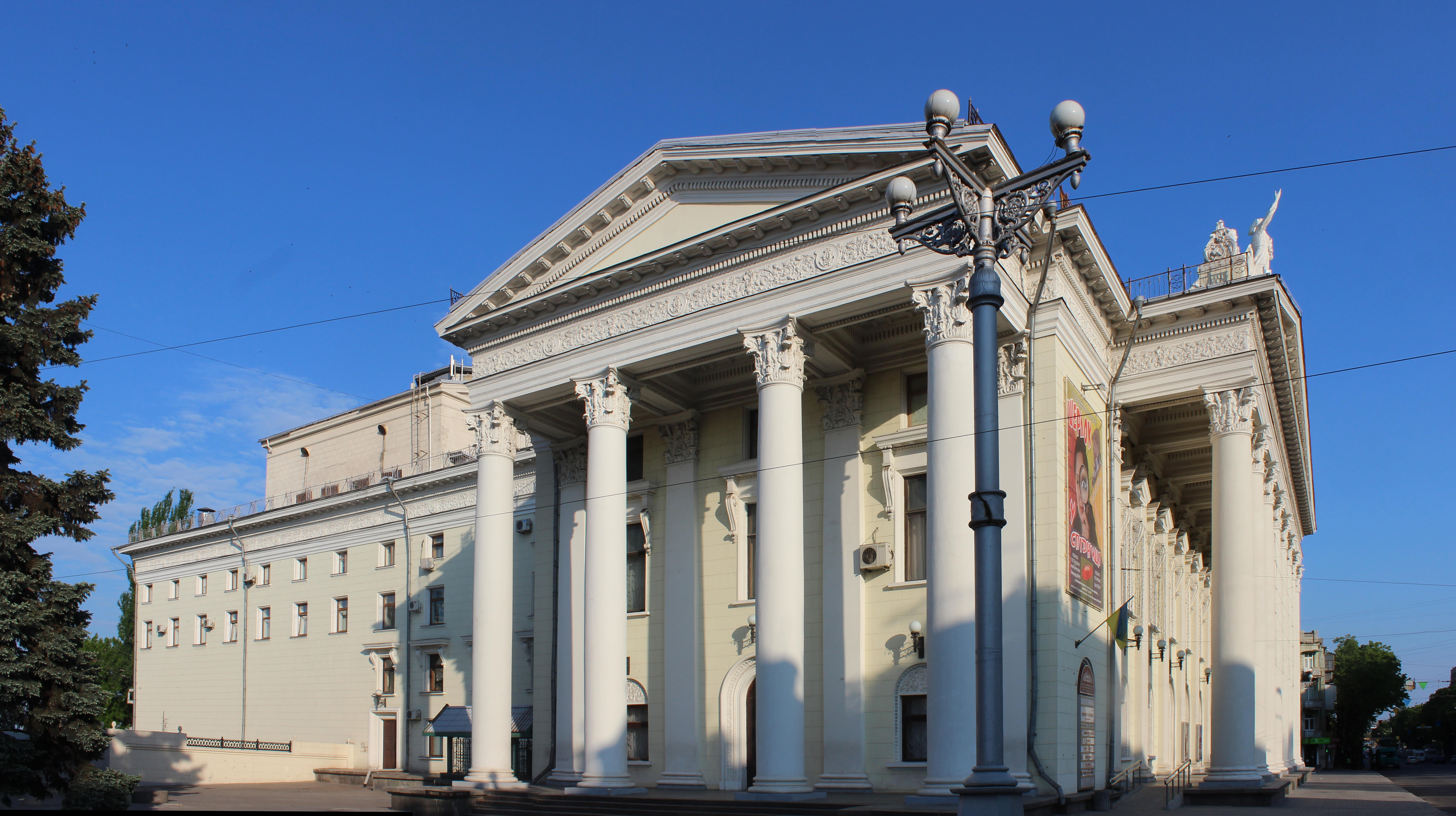
Вид с юго-востока
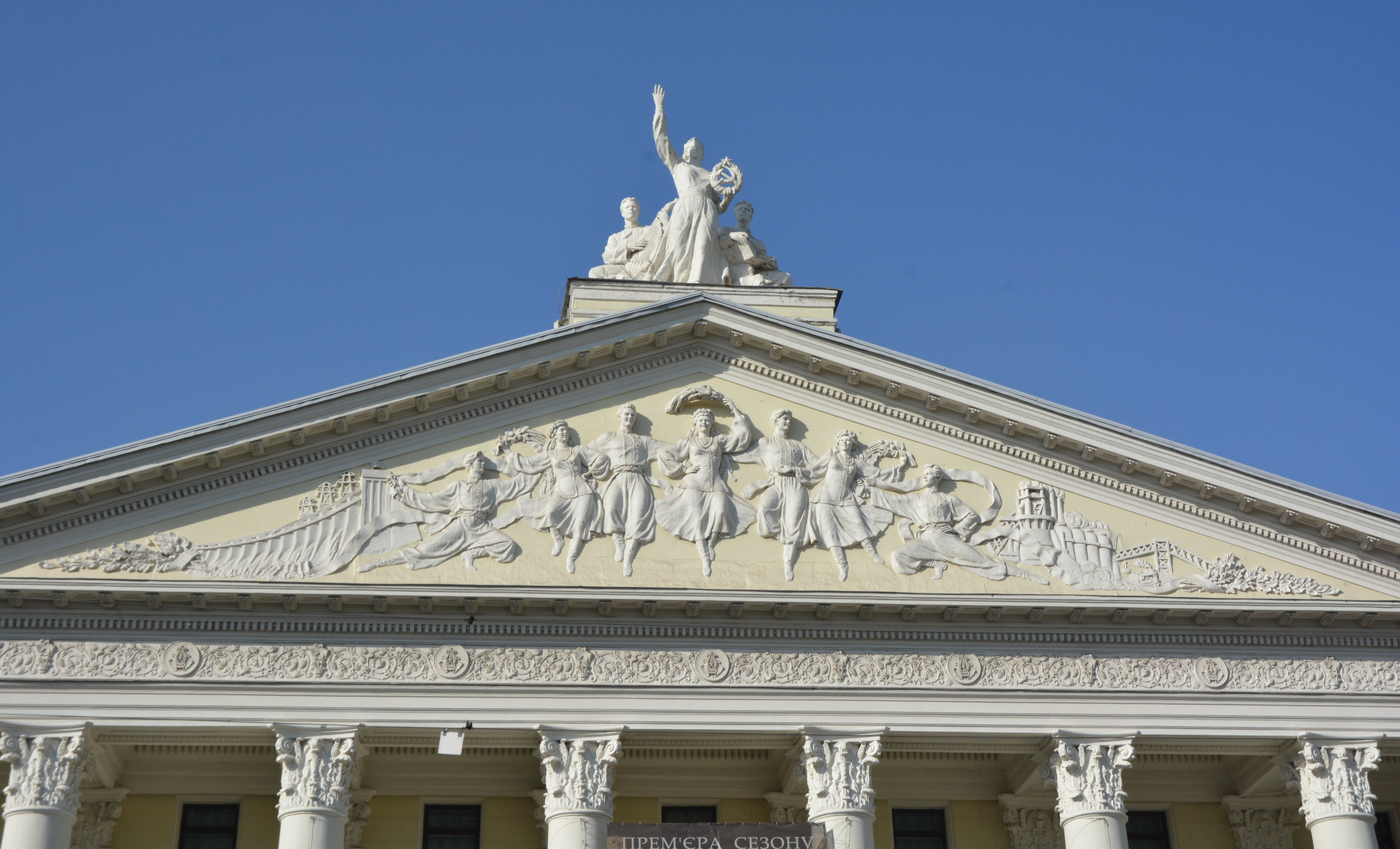
Фронтон
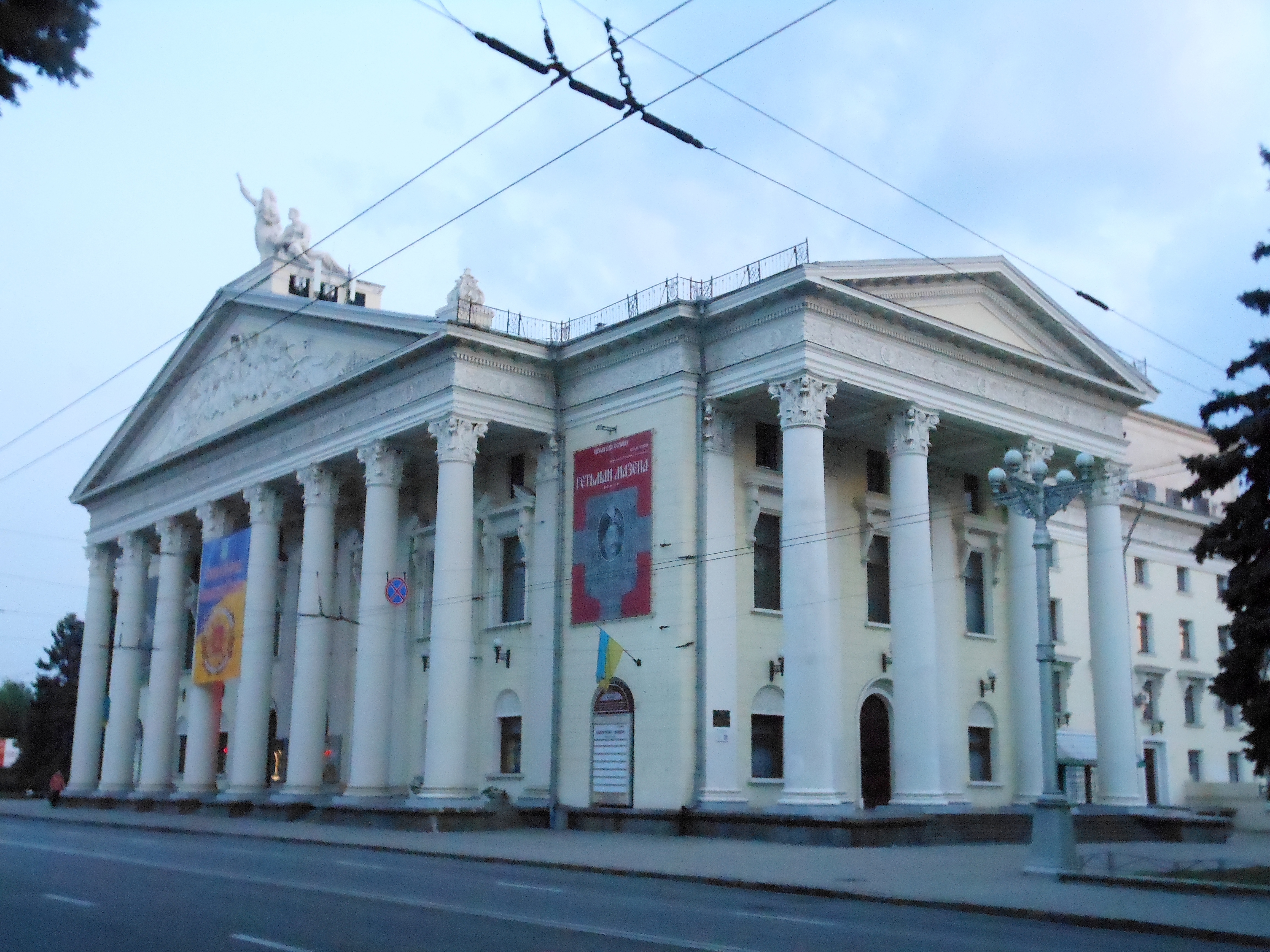
Вид с севера

## Известные спектакли театра
- «Сватанье на Гончаровке» Г. Квитки-Основьяненко
- «Нестор Махно» Л. Томы, И. Бориса
- «Любовь на Заречной улице» по мотивам одноимённого кинофильма
- «Тарас Бульба» Н. Гоголя, спектакль в театре под открытым небом, на острове Хортица
- «Мамай» К. Карпенко
- «Таинство творения». Действие первое. А. Вивальди «Времена года»
- «Майская ночь» М. Старицкого
- «Анна Каренина» Л. Толстого

## Актёры, народные артисты
- Гапон Александр Иванович
- Морозова Анастасия Ивановна
- Рунцова Светлана Федоровна
- Смолий Иван Ильич
- Шинкарук, Владимир Иванович
- Шинкарук, Нина Петровна
- Матвеишина Любовь Викторовна
- Хорош, Михаил Павлович

## Награды
- Орден Трудового Красного Знамени (28 марта 1979 года) — за заслуги в развитии советского театрального искусства и в связи с 200-летием со дня основания[10].